# كال أندرسون
كال أندرسون (بالإنجليزية: Cal Anderson)‏ هو سياسي أمريكي، ولد في 2 مايو 1948 في سياتل في الولايات المتحدة، وتوفي بنفس المكان في 4 أغسطس 1995. حزبياً، نشط في الحزب الديمقراطي. وقد انتخب عضو مجلس نواب واشنطن.